# Xã Taft, Quận Burleigh, Bắc Dakota
Xã Taft (tiếng Anh: Taft Township) là một xã thuộc quận Burleigh, tiểu bang Bắc Dakota, Hoa Kỳ. Năm 2010, dân số của xã này là 32 người.